# Coilia dussumieri
Coilia dussumieri is een straalvinnige vis uit de familie van ansjovissen (Engraulidae) en behoort derhalve tot de orde van haringachtigen (Clupeiformes). De vis kan een lengte bereiken van 20 centimeter.

## Leefomgeving
Coilia dussumieri komt zowel in zoet als zout water voor. Ook in brak water is de soort waargenomen. De vis prefereert een tropisch klimaat en heeft zich verspreid over de Grote en Indische Oceaan.

## Relatie tot de mens
Coilia dussumieri is voor de visserij van aanzienlijk commercieel belang. In de hengelsport wordt er weinig op de vis gejaagd.